# Scotts Shipbuilding and Engineering Company
Scotts Shipbuilding and Engineering Company, parfois abrégé Scotts, est une entreprise de construction navale basée à Greenock sur la Clyde (Écosse).

## Histoire
John Scott fonde l'entreprise, commençant la construction navale à Greenock en 1711 . La famille Scott reprend la fonderie de Greenock en 1790 et C.G. Scott commence à construire au chantier naval de Cartsdyke en 1850, sous le nom de Scott & Company.
John Scott (II) et Robert Scott achètent le chantier adjacent de R Steele & Company en 1883, pour créer le chantier naval de Cartsburn, qui est conçu pour la construction navale. En 1900, John Swire & Company est un actionnaire important et Henry Scott est l'administrateur de Swire Scotts. En 1900–1901, il spécifie et supervise la construction du chantier naval Taikoo de Swire à Hong Kong. Swire appartient à 25% à la famille Scott.
En 1925, Scotts reprend le chantier Ross & Marshall's Cartsdyke Mid . En 1934, ils échangent leur chantier de Cartsdyke East contre le chantier de Cartsdyke Mid avec Greenock Dockyard Ltd.. En juin 1965, la société reprend Scott's & Sons (Bowling) Ltd et en décembre 1965, Scotts fusionne avec la Greenock Dockyard Company et les chantiers navals de Cartsburn et Cartsdyke sont entièrement intégrés en 1966. En 1967, la société fusionné avec Lithgows pour former Scott Lithgow Ltd, opérant sous le nom de Scotts Shipbuilding Co (1969) Ltd. Scott Lithgow Ltd est absorbé par les British Shipbuilders nationalisés en 1977.
Le chantier naval de Cartsdyke a été fermé en 1979 et Cartsburn en 1984. En 1983, la société Scott Lithgow et les chantiers ont été vendus à Trafalgar House. Aucune autre construction navale n'est entreprise et la société de construction navale Scott, âgée de 270 ans, a finalement cessé ses activités en 1993. Entre 1988 et 1997, les chantiers navals de Cartsburn et Cartsdyke sont progressivement démolis et réaménagés en bureaux d'assurance, entrepôts informatiques et restaurants de restauration rapide.
En 2011, le McLean Museum and Art Gallery de Greenock a célébré le tricentenaire de la fondation Scotts.
Actif entre 1711 et 1993, les chantiers Scotts ont construit plus de 1 250 navires.

### Navires construits
- Archibald Russell en 1905 ; navire de charge, grand voilier et quatre-mâts barque en acier.

## Source
- (en) Cet article est partiellement ou en totalité issu de l’article de Wikipédia en anglais intitulé « Scotts Shipbuilding and Engineering Company » (voir la liste des auteurs).